# Экономика Сьерра-Леоне
Сьерра-Леоне — относится к числу наименее развитых стран мира, к чему привела продолжительная гражданская война и многие другие факторы. 

## Сельское хозяйство
Сельское хозяйство даёт 66 % ВВП. Главной продовольственной культурой является рис (265 тыс. т), который выращивается на западе страны, маниок (390 тыс. т) — на юго-западе, просо — на севере. Также выращиваются сорго (21 тыс. т), кукуруза, бананы, апельсины, кофе (18 тыс. т), какао (11 тыс. т), сахарный тростник, а также овощи (220 тыс. т), томаты (15 тыс. т). Кофе и какао идут на экспорт.

## Промышленность
Промышленность даёт 3,4 % ВВП. Ведётся добыча рутила, бокситов, золота. Обрабатывающая промышленность представлена предприятиями лёгкой и пищевой промышленности, по переработке сельскохозяйственного сырья.

## Транспорт
Аэропорты
- всего — 8 (2013)[3], в том числе:
  - с твёрдым покрытием — 1
  - без твёрдого покрытия — 7

Автомобильные дороги
- всего — 11300 км (2002)[3], в том числе:
  - с твёрдым покрытием — 904 км
  - без твёрдого покрытия — 10396 км

Водный транспорт
- всего — 113 судов (более 1000 грт) водоизмещением 315549 грт/419409 дедвейт

## Торговля
- Экспорт: $533,3 млн (2015)[3]
- Статьи экспорта: алмазы, рутил, какао, кофе, рыба
- Партнёры по экспорту: Китай 80 %, Бельгия 8,8 % (2014)
- Импорт: $2,086 млрд (2015)[3]
- Статьи импорта: продовольствие, машины и оборудование, горюче-смазочные материалы, химикаты
- Партнёры по импорту: Китай 13,2 %, США 7,1 %, Индия 6,8 %, Великобритания 6,6 %, Бельгия 6,1 %, Нидерланды 4,7 %, ЮАР 4,6 % (2014)